# Карла Либкнехта (Днепровский район)
Ка́рла Ли́бкнехта (укр. Карла Лібкнехта) — село, Чумаковский сельский совет, Днепровский район, Днепропетровская область, Украина.
Население по данным 1990 года составляло около 1500 человек.
Село присоединено к селу Чумаки в 1995 году.
Примыкало к селу Долина. Через село проходила автомобильная дорога Т-0405.